# Пьобетта
Пьобетта (фр. Piobetta, корс. Piupetta) — коммуна во Франции, находится в регионе Корсика. Департамент коммуны — Верхняя Корсика. Входит в состав кантона Кастаньичча. Округ коммуны — Корте.
Код INSEE коммуны — 2B234.

## Население
Население коммуны на 2008 год составляло 24 человека.
| 1962 | 1968 | 1975 | 1982 | 1990 | 1999 | 2008 |
| ---- | ---- | ---- | ---- | ---- | ---- | ---- |
| 43   | 70   | 60   | 56   | 40   | 30   | 24   |

## Экономика
В 2007 году среди 14 человек в трудоспособном возрасте (15—64 лет) 9 были экономически активными, 5 — неактивными (показатель активности — 64,3 %, в 1999 году было 61,5 %). Из 9 активных работали 8 человек (7 мужчин и 1 женщина), безработным был 1 мужчина. Среди 5 неактивных 1 человек был учеником или студентом, 4 были неактивными по другим причинам.